# Mark Allen (triatlonista)
Mark Allen (* 12. ledna 1958 Glendale) je bývalý americký triatlonista. Vystudoval biologii na Kalifornské univerzitě v San Diegu. Nejstarší závod série Ironman, který se každoročně koná na ostrově Havaj, vyhrál šestkrát (1989, 1990, 1991, 1992, 1993 a 1995), dvakrát byl druhý (1986, 1987) a jednou třetí (1983). Šest prvenství je rekord závodu, o který se dělí s dalším Američanem Davem Scottem. Také vyhrál desetkrát triatlon v Nice (1982, 1983, 1984, 1985, 1986, 1989, 1990, 1991, 1992 a 1993) a v roce zvítězil na duatlonu Powerman Zofingen ve Švýcarsku. V roce 1989 vyhrál první ročník seriálu Mistrovství světa v triatlonu, kde se na rozdíl od Ironmana soutěží na kratší, tzv. olympijské trati. Po ukončení aktivní kariéry pracuje jako kondiční trenér, vydal knihu The Art of Competition. V roce 2012 vyhrál anketu webu ESPN o nejlepšího světového sportovce ve vytrvalostních disciplínách všech dob. V letech 1989 až 2002 byla jeho manželkou triatlonistka Julie Mossová.